# Las Delicias, Sonora
Las Delicias är en ort i Mexiko.   Den ligger i kommunen Banámichi och delstaten Sonora, i den nordvästra delen av landet, 1 600 km nordväst om huvudstaden Mexico City. Las Delicias ligger 655 meter över havet och antalet invånare är 151.
Terrängen runt Las Delicias är platt åt nordväst, men åt sydost är den kuperad. Las Delicias ligger nere i en dal som går i nord-sydlig riktning. Runt Las Delicias är det mycket glesbefolkat, med 2 invånare per kvadratkilometer. Närmaste större samhälle är La Mora, 1,9 km öster om Las Delicias. Omgivningarna runt Las Delicias är i huvudsak ett öppet busklandskap.